# Djajeng Pratomo
Raden Mas Djajeng Pratomo (Bagan si Apiapi, 22 februari 1914 - 't Zand, 15 februari 2018) was een Nederlands-Indonesisch journalist en verzetsstrijder.
Pratomo wordt in Nederlands-Indië geboren aan de kust van Noord-Oost Sumatra als een zoon van de arts Raden Mas Pratomo en diens vrouw Raden Sujatilah. Hij vertrok in 1936 naar Nederland. Hij studeerde eerst enige tijd medicijnen in Leiden en vervolgens economie in Rotterdam, aan de voorloper van de Erasmus Universiteit. In 1937 ontmoette hij in Schiedam Stijntje Gret (Stennie), met wie hij in 1946 zou trouwen.
Naast zijn studie was Pratomo actief in Indonesische organisaties in Nederland. Zo zat hij in 1941 in de redactie van het orgaan van Roekoen Peladjar Indonesia (Roepi), een vereniging van en voor studenten uit Nederlands-Indië en was hij actief in de Perhimpoenan Indonesia (PI), een politieke beweging die streefde naar onafhankelijkheid van de kolonie. Tijdens de Tweede Wereldoorlog sloot de PI zich aan bij het ondergrondse verzet in Nederland tegen de Duitse bezetter. Op 18 januari 1943 werd hij gearresteerd door de Sicherheitsdienst, die eigenlijk op zoek was naar Stennie, maar een studentenhuis van PI'ers ook interessant vond.
Pratomo werd na ondervraging overgebracht naar Kamp Vught en daarvandaan naar het concentratiekamp Dachau, waar hij op 26 mei 1944 aankwam. In het kamp maakte hij zich in de ziekenboeg verdienstelijk tijdens een uitbraak van vlektyphus. Na de bevrijding van het kamp in april 1945 keerde hij terug naar Nederland, waar hij zich in bleef zetten voor de Indonesische zaak. In 1952 zat hij een half jaar ondergedoken, uit vrees om net als enkele andere Indonesiërs uit het land te worden gezet vanwege spanningen rond Nederlands-Nieuw-Guinea.
Later werkte Pratomo bij de communistische boekhandel en uitgeverij Pegasus in Amsterdam. Hij overleed in 2018 - één  week vóór  zijn 104-de verjaardag - in een verzorgingshuis in het Noord-Hollandse 't Zand, gemeente Schagen.